# Mellansjön (Hällesjö socken, Jämtland)
Mellansjön är en sjö i Bräcke kommun i Jämtland och ingår i Ljungans huvudavrinningsområde. Sjön är 11,3 meter djup, har en yta på 1,35 kvadratkilometer och befinner sig 288 meter över havet. Sjön avvattnas av vattendraget Ansjöån.

## Delavrinningsområde
Mellansjön ingår i det delavrinningsområde (698384-151100) som SMHI kallar för Utloppet av Mellansjön. Medelhöjden är 335 meter över havet och ytan är 10,6 kvadratkilometer. Räknas de 13 avrinningsområdena uppströms in blir den ackumulerade arean 122,96 kvadratkilometer. Ansjöån som avvattnar avrinningsområdet har biflödesordning 4, vilket innebär att vattnet flödar genom totalt 4 vattendrag innan det når havet efter 156 kilometer. Avrinningsområdet består mestadels av skog (78 procent). Avrinningsområdet har 1,35 kvadratkilometer vattenytor vilket ger det en sjöprocent på 12,7 procent.